# Estádio do Mar
Le Estádio do Mar est un stade portugais situé dans la ville de Matosinhos et dans le quartier da Senhora da Hora. Le stade a été inauguré le 1er janvier 1964.
Il a une capacité de 12 500 places et a pour club résident le Leixões S.C.